# Мартиненко Володимир Петрович
Володимир Петрович Мартиненко  (14 травня 1937 — пом. 2007) — генеральний директор ВАТ «Полтавський гірничо-збагачувальний комбінат»(1983–1998). На його рахунку понад 50 наукових праць та винаходів у сфері розробки родовищ корисних копалин. Основні наукові розробки Володимира Петровича експонувалися на ВДНГ.

## Життєпис
Народився 14 травня 1937 року у селищі Саранівський Рудник, Чусівського району, Пермської обл. РРФСР

## Освіта
Криворізький гірничорудний інститут, факультет «Розробки родовищ корисних копалин» (1954—1960), гірничій інженер.
Доктор технічних наук. Дисертація «Наукове обґрунтування і розробка екологічно орієнтованих технологій гірничих робіт на залізорудних гірничо-збагачувальних комбінатах» (Національна гірнича академія України, 1999).
Академік двох академій: Екологічної та Академії інженерних наук України.

## Трудова діяльність
- З 1956 — підземний кріпильник, підземний бурильник шахти рудоуправління імені Дзержинського тресту «Дзержинськруда», місто Кривий Ріг Дніпропетровської області.
- З 1961 — заступник начальника дільниці, заступник головного інженера, начальник шахти «Саксагань» рудоуправління імені Дзержинського, місто Кривий Ріг.
- З 1970 — головний інженер рудоуправління імені Дзержинського, місто Кривий Ріг.
- З 1974 — заступник начальника головного виробничого управління гірничорудних підприємств Міністерства чорної металургії УРСР.
- З 1979 — головний інженер Республіканського промислового об'єднання «Укрруда».
- 1983—1998 — генеральний директор Полтавського гірничо-збагачувального комбінату імені 50-річчя СРСР, місто Комсомольськ (нині Горішні Плавні).
- З 1999 — голова спостережної ради АТ «Інжиніринг»; президент ТОВ "Дослідно-виробниче підприємство «Укргірвибухпром».

Член КПРС з 1965 року.
Був народним депутатом Верховної Ради України першого скликання, Член Комісії ВР України з питань діяльності Рад народних депутатів, розвитку місцевого самоврядування. Неодноразово обирався депутатом обласної та міської рад.

## Нагороди
- Орден «Знак Пошани» (1971).
- Знак «Шахтарська слава» III (1974), II (1981), I ступенів (1987).
- Почесна Грамота Президії ВР УРСР (1988).
- Почесна грамота ВР України (2005).
- Лауреат Державної премії України в галузі науки і техніки (1982, 1999).
- Заслужений металург України (1993).
- Академік Академії інженерних наук України.

## Джерело
- Довідка [Архівовано 4 березня 2016 у Wayback Machine.]
- Мартиненко Володимир Петрович / Іменка ВРУ [Архівовано 22 січня 2017 у Wayback Machine.]